# کرانجساک چمنان
کرانجساک چمنان (تایلندی: เกรียงศักดิ์ ชมะนันทน์؛ ۱۷ دسامبر ۱۹۱۷ – ۲۳ دسامبر ۲۰۰۳) سیاستمدار اهل تایلند بود. وی از ۱۱ نوامبر ۱۹۷۷ تا ۳ مارس ۱۹۸۰ نخست‌وزیر تایلند بود. 
پس از برگزاری کودتای موفق در ۱۹۷۷، از کرانجساک چمنان خواسته شد که نخست‌وزیری به‌عهده بگیرد. وی تا سال ۱۹۸۰ حکومت کرد و همزمان مناصب وزیر دفاع و وزیر کشور و فرماندهی کل نیروهای مسلح تایلند را عهده‌دار بود.